# 존재의 대사슬

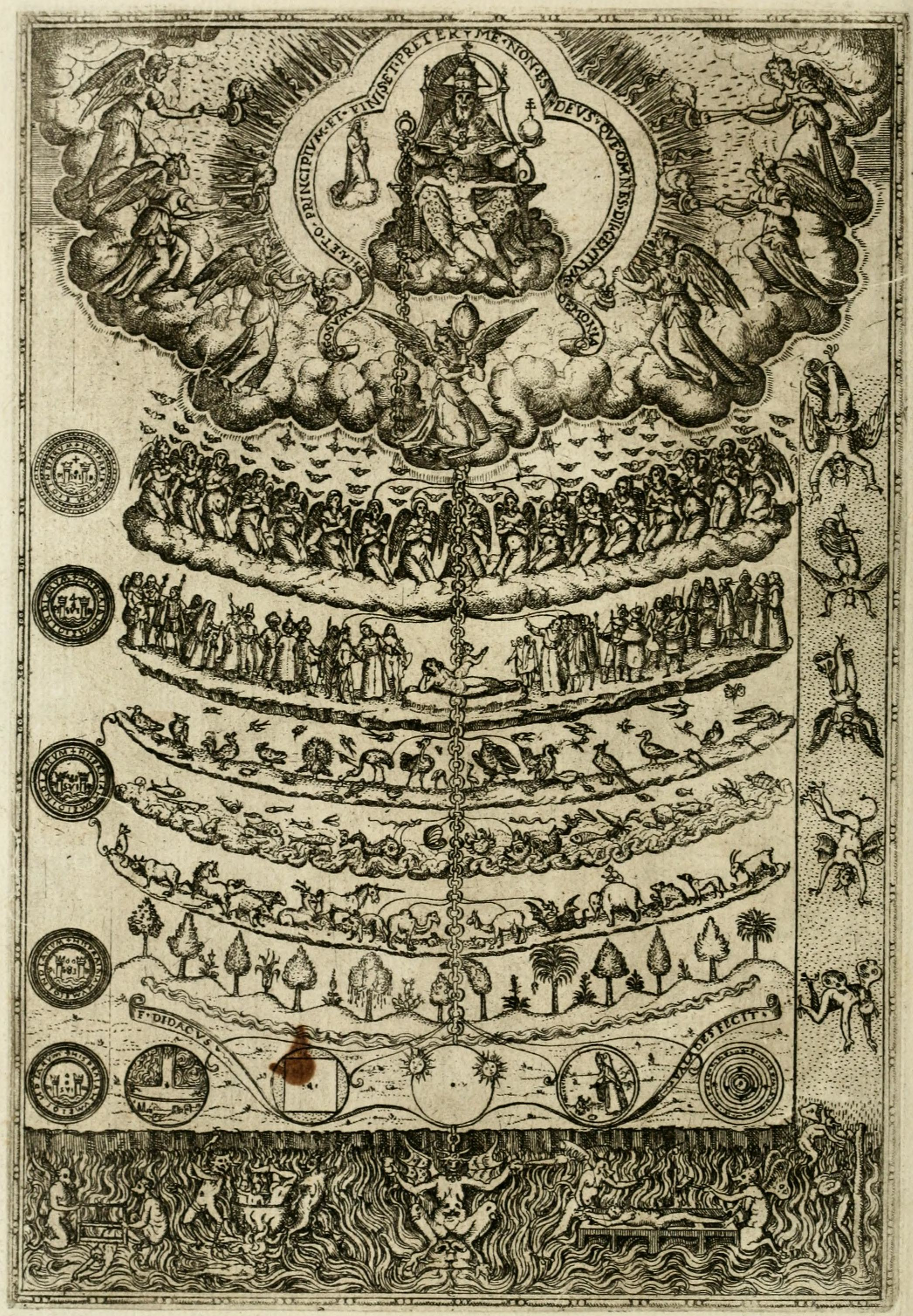
Didacus Valades의 1579년 존재의 대사슬 그림

존재의 대사슬(영어: great chain of being)은 신에 의하여 선언된 모든 물질과 생명에 대한 엄격하고도 종교적인 위계 구조이다. 이 사슬은 신으로부터 시작하여 천사, 악마 (타락한 천사), 별, 달, 왕, 왕자, 귀족, 평민, 야생 동물, 가축, 나무, 기타 식물, 보석, 귀금속, 기타 광물로 내려가며 진행된다.
존재의 대사슬은 플라톤과 아리스토텔레스, 플로티노스, 프로클로스에서 파생된 개념이다. 중세에 더욱 발전되어 근대 초기 신플라톤주의에서 완성되었다.

## 같이 보기
- 생물학의 역사
- 박물학
- 카스트